# Langlaufregion Lenzerheide
Die Langlaufregion Lenzerheide umfasst 56 km Langlaufloipen im Hochtal der Lenzerheide im Schweizer Kanton Graubünden. Die Loipen werden für den Skating- und klassischen Stil präpariert und erstrecken sich über das Gemeindegebiet von Lantsch/Lenz, Vaz/Obervaz und Churwalden. Aufgrund der Höhenlage von 1360–1560 m ü. M. ist das Langlaufgebiet relativ schneesicher.

## Loipennetz
Die Hauptloipe (rätoromanisch La Principala) führt von der Roland Arena bei Lantsch/Lenz via Lenzerheide/Lai – Heidsee – Valbella – Parpanerhöhe – Parpan bis nach Mittelberg (Distanz 15,8 km). Die Loipe kann auch in entgegengesetzter Richtung gelaufen werden (stellenweise unterschiedlicher Streckenverlauf, Distanz 13,7 km).
Bei der Biathlon-Arena starten ausserdem die Bual-Rundloipe (5,6 km) sowie die für Wettkämpfe genutzten FIS/IBU-Rennloipen.
Von Mittelberg aus führt eine anspruchsvollere Hangloipe 3 km weiter bis nach Capfeders, wo der Blick bis nach Chur und ins Bündner Rheintal reicht.
Über den zugefrorenen Heidsee führt eine 2 km lange Rundloipe. Beim Heidsee startet zudem die La Pala-Rundloipe (3 km) für fortgeschrittene Langläufer.

## Leistungssport
Der Skilanglauf-Weltcup auf der Lenzerheide im Rahmen der Tour de Ski gehört seit der Saison 2013/14 zum Skilanglauf-Weltcup und wird alle zwei Jahre im Wechsel mit Val Müstair ausgetragen.
Die Biathlon Arena Lenzerheide (seit Juni 2021 offiziell Roland Arena) wurde im Dezember 2013 eröffnet und ist das grösste Biathlonstadion der Schweiz. Sie dient sowohl als Trainingszentrum für Biathleten und Langläufer als auch als Austragungsort internationaler Wettkämpfe. Die Biathlon-Weltmeisterschaften 2025 fanden dort statt.

## Bilder

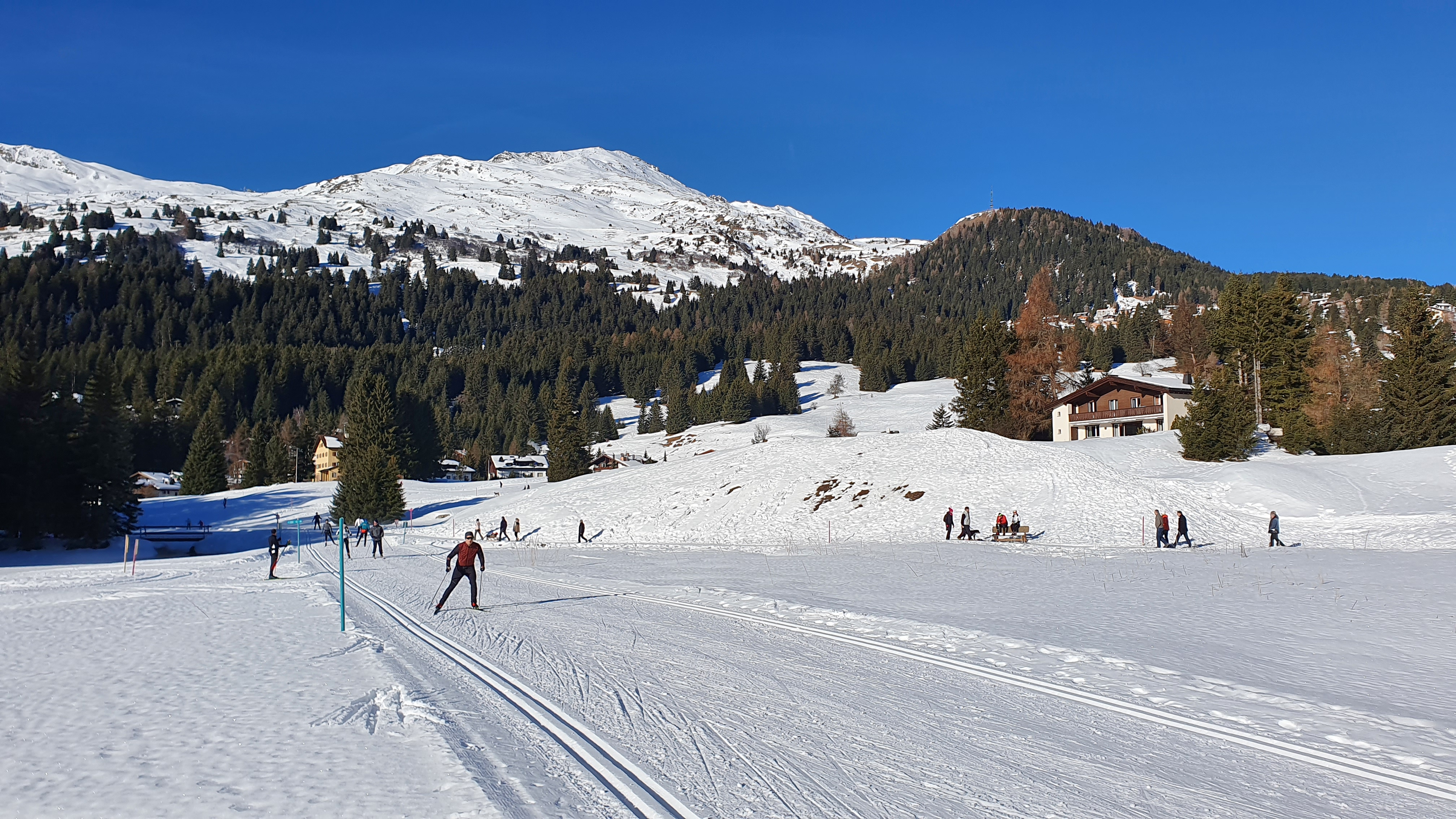
Loipe um den Heidsee bei Valbella
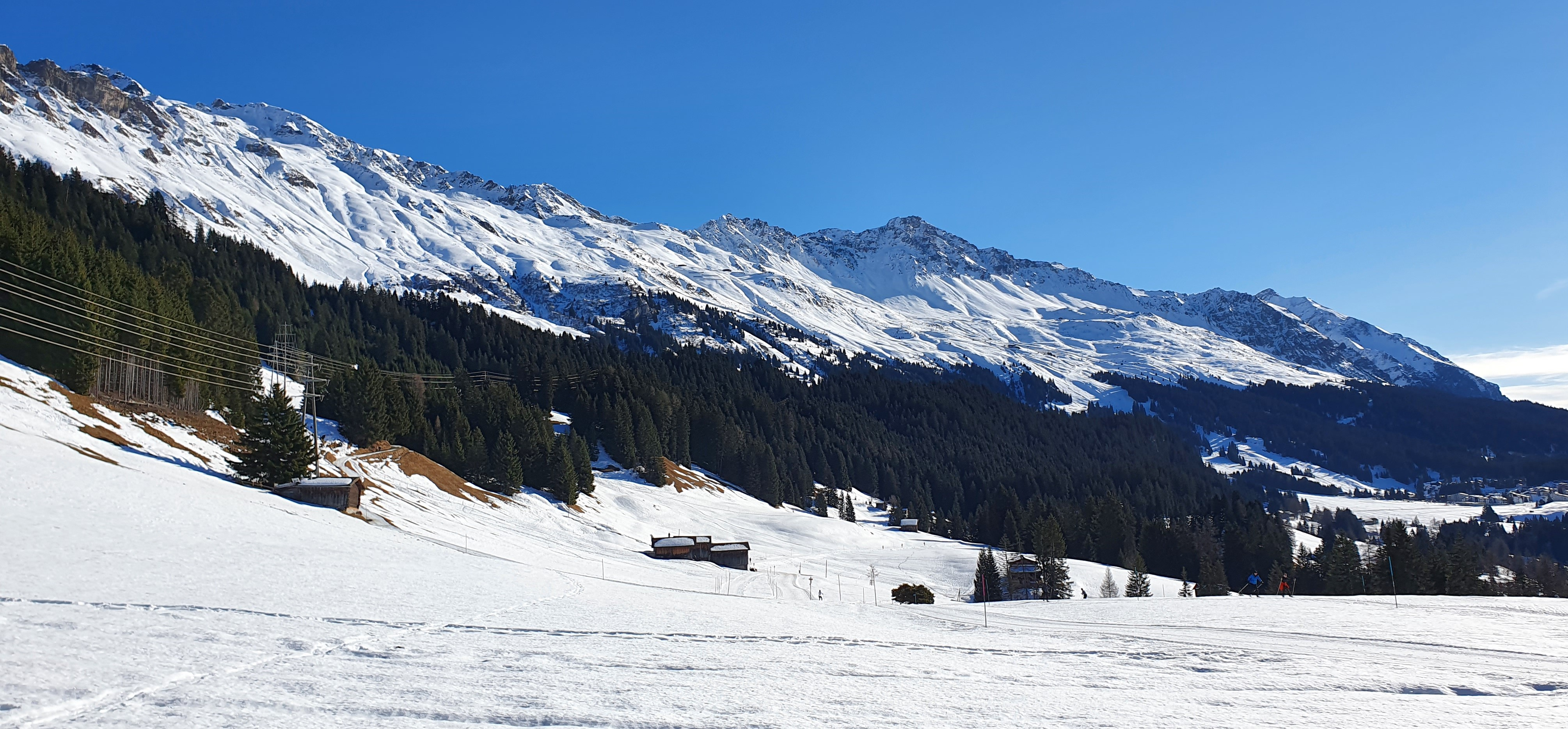
Parpan-Capfeders-Loipe bei Mittelberg
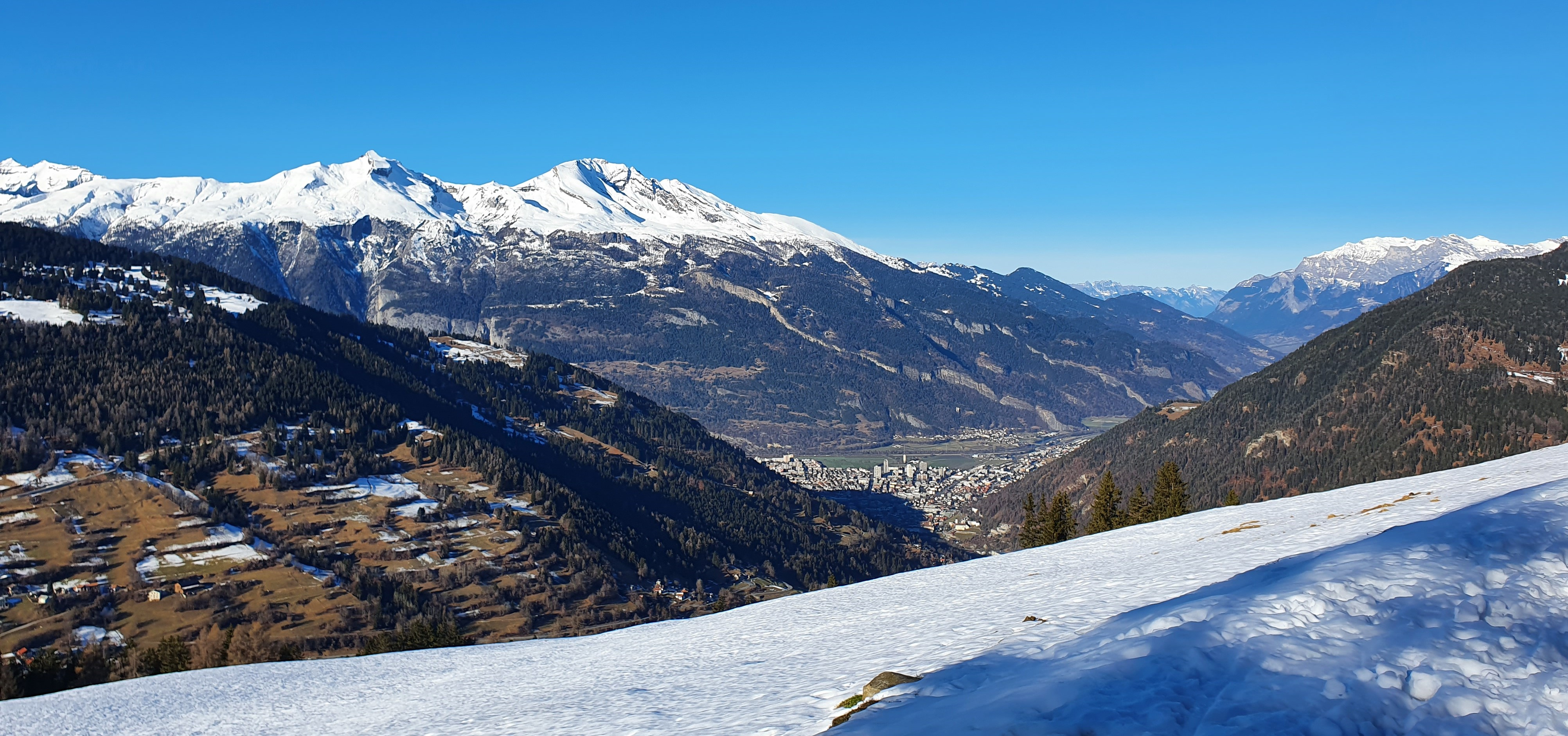
Blick von Capfeders nach Chur und ins Bündner Rheintal
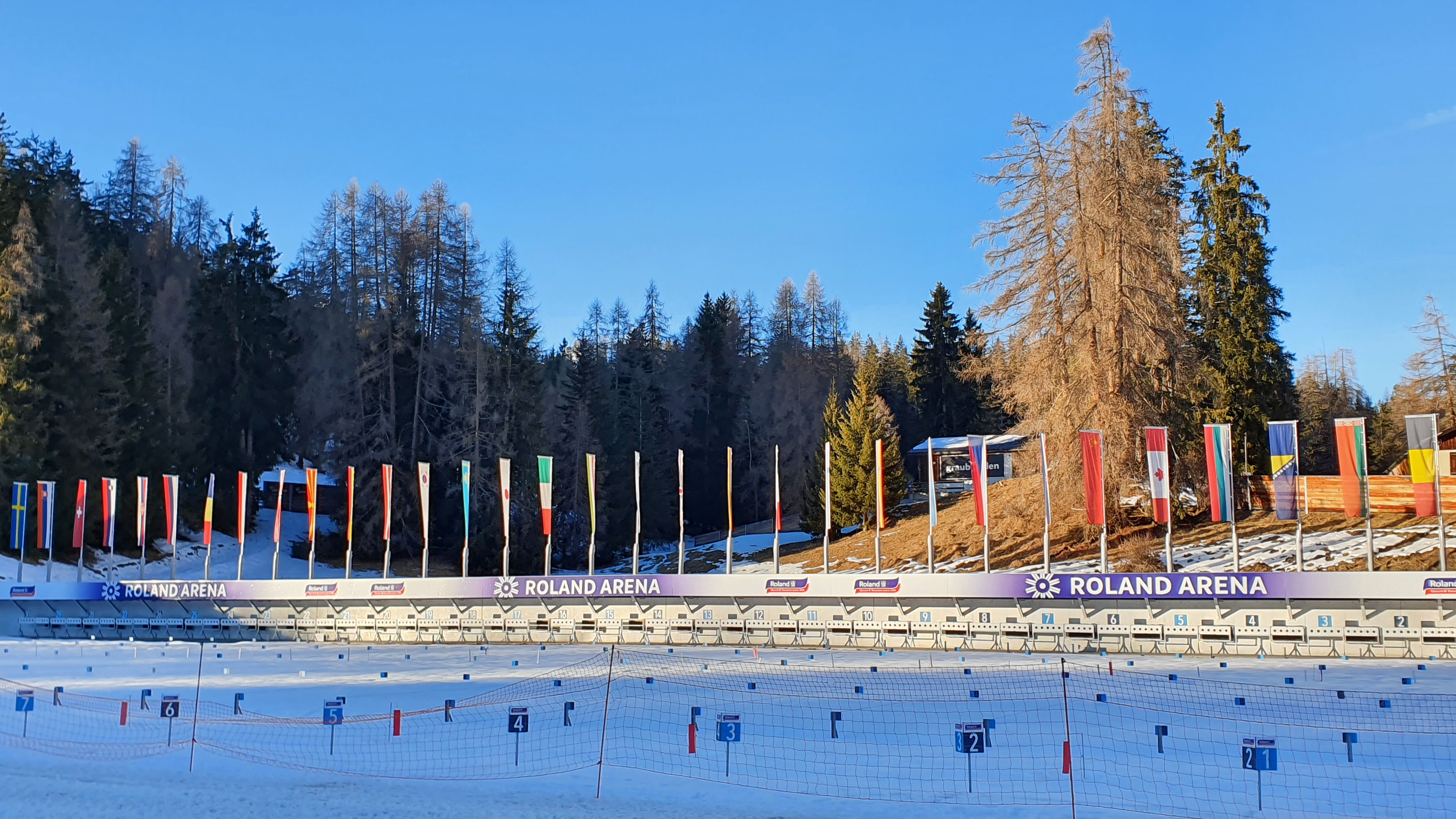
Schiessstand der Biathlon Arena Lenzerheide